# Distrofia corneal de Meesmann
La distrofia de Meesmann, también llamada distrofia epitelial juvenil hereditaria es una enfermedad hereditaria del ojo que se caracteriza por la aparición de pequeños quistes en la superficie de la córnea que se rompen hacia el exterior y provocan la aparición de erosiones corneales  recidivantes. Esta entidad se clasifica dentro del grupo conocido como distrofias corneales que incluyen otros muchos procesos de carácter hereditario, como la distrofia endotelial de Fuchs.[cita requerida]

## Síntomas
Si se observa la córnea del paciente mediante una lámpara de hendidura, puede apreciarse con claridad la presencia de pequeñas vesículas en la porción más superficial de la córnea o epitelio. Son visibles desde el primer año de vida y aumentan progresivamente en número con el paso de los años.
Los síntomas principales consisten en episodios recurrentes de dolor ocular, enrojecimiento ocular y fotofobia ocasionados por las erosiones corneales. A veces se producen como secuela de estos episodios opacidades de la córnea que pierde su transparencia durante el proceso de cicatrización, lo cual ocasiona un déficit de capacidad visual permanente.

## Tratamiento
El tratamiento se basa en la vigilancia de las erosiones corneales y diferentes tratamientos tópicos para favorecer la cicatrización sin secuelas. Puede ser preciso la administración de antibióticos para evitar infecciones sobreañadidas.
En los casos en que ya se hayan producido opacidades corneales que disminuyan de forma importante la visión, es necesario realizar una queratoplastia (trasplante de córnea). Esta puede ser laminar o penetrante dependiendo del espesor de tejido a sustituir.